# المستشفى الأمريكي (الكويت)
المستشفى الأمريكي هو مستشفى الإرسالية الأمريكية العربية في الكويت، بني المستشفى بناء على طلب الشيخ مبارك الصباح وبوشر بناءه عام 1913 وأنجز في أكتوبر 1914، كان المستشفى الأمريكي أول مبنى في الكويت يبنى بالأسمنت والحديد وقد قدم المستشفى العديد من الخدمات الطبية لعقود من الزمن في الكويت وحتى عام 1924 كان 5,000 شخص قد تم علاجهم فيها حسب سجلات المستشفى..

## سبب الإنشاء
رغبت الارسالية العربية الأمريكية عام 1909 ببناء فرع لها بالكويت وزار بعض أعضاءها الكويت إلا ان حاكم الكويت رفض بقائهم مدة طويلة، وكان في نيويورك مبلغ مخصص لبناء مشفى في الكويت وقد أقترح أثناء الاجتماع السنوي للارسالية الأمريكية أقناع المتبرع بتحويل المبلغ إلى بلد اخر غير الكويت إلا ان الأقتراح قد رفض، وفي أثناء ذلك كان الطبيب آرثر بينت رئيس الوحدة الطبية في البصرة يعالج شيخ المحمرة خزعل الكعبي الذي كان يعاني من السكري وكان يزوره الشيخ مبارك فحدثه الشيخ خزعل عن الطبيب بينت، فطلب مبارك من الطبيب البريطاني فحص إحدى بناته الصغيرات التي كانت تعاني ألماً في عينها فأجرى لها الطبيب آرثر عملية جراحية ناجحة طلب بعدها مبارك بناء مشفى في عاصمته وقد أرسلت لجنة طبية من عدة أطباء وأستأجرت مسكناً بالكويت كمستوصف من عدة غرفة إحداها للعمليات وأجرت عدة عمليات جراحية ناجحة أكسبتها الأعجاب وأصبح الدكتور هاريسون أول طبيب أجنبي يمارس الطب الحديث في هذا المستوصف، ثم أشترت الأرسالية قطعة أرض وبنت عليها المستشفى الذي كلف 6,000 ريال فرنسي،  وفي نوفمبر 1914 أغلق المستوصف الطبي وكان المستشفى قد انجز في أكتوبر من نفس العام..

## التاريخ
بدأ العمل في بنائه عام 1912م أنجز عام 1914م، وهو كان من أول المباني التي بنيت على الموقع في الكويت، وأول مبنى من الحديد والخرسانة في الخليج، أنشأ من قبل الإرسالية التبشيرية العربية التابعة للكنيسة البروتستانتية الأمريكية. وقد قاما بالتصميم والإشراف على المشروع مهندسان أمريكيان..
يقع المبنى إلى غرب المدينة على ساحل البحر، وهو ذو نوافذ زجاجية كثيرة وكبيرة الحجم وطوابق أسمنتية وأسقف عازلة للمياه، ويحتوى على غرف كبيرة ذات إنارة وتهوية جيد تين، وبعد فترة من افتتاحه، أحيط بسياج من الأسلاك حتى يكون فاصلاً بين المستشفى وخيام البدو الرحل عند قدومهم للتطبيب..
وكان المستشفى عبارة عن دور واحد يحتوي على غرفة عمليات في الوسط وستة غرف على جوانب المبنى. ويعتمد نظام العلاج فيه على تحصيل أجر رمزي من المرضى القادرين، ولكن كثيراً ما كانت تلك الخدمات تقدم مجانا كجزء من العمل التبشيري، وكان يخدم الرجال والنساء معاً، ولكن سرعان ما أدرك أطباء الإرسالية طبيعة وعادات أهل الكويت، فقرروا فيما بعد فصل العمل الطبي النسائي عن الرجال، وأصبح المستشفى الأمريكي الأول خاصا بهم، وفي أوائل عام 1930م، أعيد تشكيل مستشفى الرجال ليشمل غرفة عمليات، ثم أضيف مبنى للمختبر عام 1941م، ووحدة للأشعة السينية عام 1945م.

## العمل الطبي الإرسالي الرجالي
منذ استقرار الدكتور تشارلز ماليري في الكويت عام 1913 م، تولى قيادة العمل الرجالي والإشراف على المستشفى الأمريكي الأول، الذي أصبح فيما بعد خاصاً بالرجال منذ عام 1941 م. وتقديرا للخدمة التي قدمها الدكتور ماليري للكويت، فقد خلدت ذكراه بتسمية مستشفى الرجال الثاني باسمه، وتناوب على العمل بالمستشفى الرجالي مجموعة من الأطباء ومنهم: الدكتورة اثر بينت (1910–1921)، ود. لويس سكدر (1939– 1975)، وقد تولى الأخير الإشراف على الإرسالية والعمل الصحي الرجالي بعد ماليري، وحظي بثقة وحب الكثير من أهل الكويت واستمر في العمل حتى عام 1967م، وهو عام الذي تم فيه تسليم مستشفى الإرسالية لوزارة الصحة الكويتية، واستمر الدكتور سكدر بالعمل في الكويت كمدير للمستشفى العسكري حتى وفاته عام 1975م..
واستمر العمل الطبي الرجالي الإرسالي في تقديم خدماته للكويت بثبات وتقدم، وإزاء ازدياد أعداد المراجعين، قرر القائمون على العمل الإرسالي بناء مستشفى جديدة للرجال، ووضع حجر الأساس لبناء مستشفى جديد يوم الجمعة الموافق 19 من نوفمبر 1954م في حفل رعاه الشيخ عبد الله السالم الصباح، وفي الثامن من أكتوبر 1955م، أفتتح مستشفى الرجال الثاني الذي سمي بمستشفى ماليري التذكاري، وقام راعي الحفل الشيخ عبدا لله السالم الصباح بتفقد المبنى وأجهزته الطبية الجديدة. وقد احتوى المبنى على كثير من الأجنحة والغرف اللازمة للعمل الطبي، بالإضافة إلى المعدات الحديثة وأجهزة التعقيم وأجهزة التكييف للعيادة وبعض غرف المرضى..
واصل المستشفى عمله حتى ستينيات القرن العشرين، ولما انتشرت في البلاد المؤسسات الصحية الحكومية المجانية، أصبح دوره ثانوياً بعد أن كان المستشفى الرئيسي في الكويت لعقود مضت، وفي الأول من أبريل عام 1967م، أصبح تابعاً لوزارة الصحة الكويتية، ثم نقلت تبعية المبنى إلى المجلس الوطني للثقافة والفنون والآداب ليكون مقرا لمتحف تاريخ العلاقة الكويتية الأمريكية..

## قسم النساء
بدا العمل بالطب النسائي مع وصول الطبيبة غلانور كالفيرلي (خاتون حليمة) في الأول من يناير 1912م. ومارست عملها الطبي في نفس المكان مع الدكتورة بول هاريسون، وخصصت جزء من البيت وسط المدينة كمستوصف للنساء. وكانت الدكتورة كالفيرلي تقوم بزيارات طبية للمنازل في حالة طلب أسرة المريضة. وقد نجحت في إجراء بعض العمليات الجراحية وحالات الولادة المتعسرة مما أكسبها شهرة وقبولاً لدى نساء المدينة، وبعد بدء الحرب العالمية الأولى، غادرت الدكتورة كالفيرلي الكويت عام 1914م، لتعود إليها عام 1917م، فخصص د. ماليري غرفتين في مستشفى الرجال كمستوصف للنساء، إلى أن يتم بناء مستشفى خاص للنساء، وتولت الدكتورة كالفيرلي مسؤولية الإشراف على عمل الطب النسائي..
وإزاء ازدياد عدد المراجعات بدت الحاجة واضحة إلى بناء مستشفى خاص للنساء. وُشرع، في عام 1919م، بناء المستشفى النسائي الأول على نفس أرض الإرسالية بجانب مستشفى الرجال. وكان مبنى المستشفى يتألف من دور واحد متوسط الحجم، ويحتوي على جناحين وغرفة عمليات وغرفة لسكن الممرضات. وكان الماء يؤخذ من بئر داخل المستشفى ويرفع بواسطة مضخة يدوية إلى خزان على سطح المبنى..
واستمرت الدكتورة كالفيرلي بالعمل في المستشفى النسائي الأول حتى عام 1929م، وتمكنت خلال تلك الفترة أن تدخل مفهوم الطب الحديث في العلاج لدى نساء الكويت. وبعد عام 1929م، تعاقب على العمل الطبي النسائي مجموعة من الطبيبات، ومع ازدياد حجم العمل بمرور السنين صار من الضروري بناء مستشفى جديد، وبدأ العمل على بناء المستشفى النسائي الثاني في مكان الأول، وافتتحته الإرسالية يوم الجمعة الموافق الثالث من مارس عام 1939م تحت رعاية الشيخ أحمد الجابر الصباح. وكان المبنى من دورين. وتولت الدكتورة روث كروز الإشراف على العمل الطبي النسائي بالمستشفى، بالإضافة للدكتورة بارني ود.ماري اليسن يساعدهن ممرضات هنديات. واستمر المستشفى النسائي الثاني في تقديم خدماته للمريضات حتى عام 1967م، وهو نفس العام الذي تم تسليمه إلى وزارة الصحة الكويتية، ويستخدم مبنى النساء حالياً كمقر مؤقت لدار الآثار الإسلامية.